# Teshima Aoi
Teshima Aoi (手嶌葵 Thủ Đảo Quỳ) là một nữ ca sĩ, diễn viên lồng tiếng người Nhật Bản. Teshima bắt đầu ra mắt khán giả năm 2005 và đĩa đơn đầu tay của cô, Therru no Uta, đã đạt vị trí thứ 5 trên bảng xếp hạng Oricon. Ngoài sự nghiệp âm nhạc, Aoi Teshima cũng được mọi người biết đến với vai trò diễn viên lồng tiếng khi tham gia lồng tiếng trong các bộ phim Gedo Senki và Kokuriko-zaka Kara của hãng Ghibli.

## Sự nghiệp
Teshima Aoi sinh năm 1987 tại Fukuoka, Nhật Bản. Khi còn nhỏ, cô rất thích xem nhạc kịch và phim Disney. Năm 2003 và 2004, cô tham gia TEENS MUSIC FESTIVAL ở Fukuoka. Sau đó, Teshima biểu diễn tại chương trình hòa nhạc Nikkan Slow Music no Sekai vào tháng 3 năm 2005 tại Hàn Quốc. Cô đặc biệt thích những bài hát cũ và những bài thuộc thể loại Jazz Pop.
Toshio Suzuki, nhà sản xuất của nhiều bộ phim Ghibli, biết đến giọng hát của Aoi Teshima khi nghe thử đĩa CD demo được tặng từ YAMAHA MUSIC. Đĩa gồm ba bài hát nhạc Jazz: "Moon River", "La Vie en rose" và bản hit những năm 80 của Bette Midler "The Rose". Ông đã vô cùng ấn tượng và ngay lập tức mời cô thể hiện các ca khúc trong bộ phim sắp tới của Ghibli là Gedo Senki. Chỉ hai tuần sau khi nhận lời, Teshima đã hoàn thành việc thu cho bài hát chủ đề của Gedo Senki - Therru no Uta. Cuối năm 2006, cô tham gia vào Gedo Senki với vai trò ca sĩ lẫn diễn viên lồng tiếng cho một trong những nhân vật chính, Therru.
Teshima ra mắt đĩa đơn đầu tay là Therru no Uta.Bài hát được dựa trên một bài thơ có nhan đề là "Kokoro"- nghĩa là "Trái tim" được viết bởi nhà thơ nổi tiếng của Nhật Bản - Sakutaro Hagiwara. Bài hát này nhanh chóng lọt vào top 10 của Nhật, xếp vị trí thứ 5 trong bảng xếp hạng Oricon và trong 6 tuần đã có 220.000 CD được bán. Sau đó, cô phát hành album Gedo Senki no Kashuu, nhưng album này không mấy thành công, chỉ xếp vị trí thứ 20 và đạt số lượng đĩa bán ra là 45.000 đĩa.
Năm 2007, Aoi Teshima cho phát hành Mini album Haru no Kashuu gồm 8 bài hát sau một thời gian nghỉ ngơi. Năm 2008, album The Rose ~I Love Cinemas~ được phát hành bởi Yamaha Music, gồm các ca khúc nhạc phim từ những năm 1980 do Aoi Teshima trình bày. Ngoài ra trong năm này, cô còn cho ra mắt album Niji no Kashuu. Một năm sau, Teshima tiếp tục cho ra mắt album mới là La Vie En Rose ~I Love Cinemas~. Trong năm 2010, cô phát hành ba đĩa đơn và album thứ 6 gồm các bài hát Giáng sinh Christmas Songs.
Năm 2011, Aoi Teshima tiếp tục hợp tác với Ghibli trong bộ phim hoạt hình Kokuriko-zaka Kara. Album Kokurikozaka Kara no Kashu, gồm các bài hát trong phim được cô cho ra mắt cùng năm đó. Ngoài ra, cô cũng phát hành album Collection Blue.
Năm 2012, Teshima phát hành album Miss Aoi - Bonjour, Paris! gồm chín ca khúc nhạc phim nổi tiếng của thế kỉ XX. Album thứ 10 của cô là Ren'dez-vous ra mắt vào tháng 7 năm 2014 gồm 11 ca khúc lấy chủ đề điện ảnh. Cuối năm 2015, cô tiếp tục cho ra mắt album I Love Cinemas ~Premium Edition~.
Ngày 10 tháng 2 năm 2016, Teshima phát hành đĩa đơn Asu e no Tegami rút từ album Ren'dez-vous. Bài hát được chọn làm ca khúc chủ đề trong bộ phim Love that makes you cry và giành được vị trí thứ nhất trên bảng xếp hạng Billboard Hot 100 Nhật Bản. Album tổng hợp thứ hai của cô được ra mắt sau đó 2 tháng mang tên Aoi Works~best collection 2011~2016~ gồm 19 ca khúc hay nhất trong sự nghiệp.

## Danh sách đĩa nhạc

### Album nhạc gốc
| Năm  | Thông tin Album | Bảng xếp hạng albums Oricon | Số bản bán được |
| ---- | --- | --------------------------- | --------------- |
| 2006 | Gedo Senki Kashū (ゲド戦記歌集 Gedo Senki Kashū, Tuyển tập các bài hát trong Gedo Senki) - Ngày phát hành: 12 tháng 7 năm 2006 - Nhãn: YCCW-10028 - Định dạng: CD, tải nhạc, CD cho thuê                                 | 20                          | 55,000          |
| 2007 | Haru no Kashū (春の歌集 Haru no Kashū, Tuyển tập các bài hát về mùa xuân) - Ngày phát hành: 7 tháng 2 năm 2007 - Nhãn: YCCW-10028 - Định dạng: CD, tải nhạc, CD cho thuê                                                 | 38                          | 14,000          |
| 2008 | Niji no Kashū (虹の歌集 Niji no Kashū, Tuyển tập các bài hát về cầu vồng) - Ngày phát hành: 23 tháng 7 năm 2008 - Nhãn: YCCW-10049 - Định dạng: CD, tải nhạc, CD cho thuê                                                | 78                          | 5,900           |
| 2011 | Kokurikozaka Kara no Kashū (コクリコ坂から歌集 Kokurikozaka Kara no Kashū, Tuyển tập các bài hát trong Kokurikozaka kara) - Ngày phát hành: 6 tháng 7 năm 2011 - Nhãn: YCCW-10156 - Định dạng: CD, tải nhạc, CD cho thuê | 33                          | 24,000          |
| 2014 | Ren'dez-vous - Ngày phát hành: 23 tháng 7 năm 2014 - Nhãn: VICL-64074 - Định dạng: CD, tải nhạc, CD cho thuê | 125                         | _               |

### Album nhạc hát lại
| Năm  | Thông tin Album | Bảng xếp hạng albums Oricon | Số bản bán được |
| ---- | --- | --------------------------- | --------------- |
| 2008 | The Rose ~ I Love Cinemas - Album hát lại những ca khúc nhạc phim phương Tây - Phát hành: 5 tháng 3 năm 2008 - Nhãn: YCCW-10044 - Định dạng: CD, tải nhạc, CD cho thuê             | 48                          | 15,000          |
| 2009 | La Vie en rose ~ I Love Cinemas - Album hát lại những ca khúc nhạc phim phương Tây - Ngày phát hành: 7 tháng 10 năm 2009 - Nhãn: YCCW-10102 - Định dạng: CD, tải nhạc, CD cho thuê | 65                          | 6,000           |
| 2010 | Christmas Songs - Album hát lại những ca khúc nhạc phim phương Tây - Ngày phát hành: 24 tháng 11 năm 2010 - Nhãn: YCCW-10119 - Định dạng: CD, tải nhạc, CD cho thuê                | 127                         | 3,900           |
| 2012 | Miss Aoi - Bonjour, Paris! - Ngày phát hành: 5 tháng 12 năm 2012 - Nhãn: RDV-0008 - Định dạng: CD, tải nhạc, CD cho thuê                                                           | _                           | _               |
| 2015 | I Love Cinemas ~Premium Edition~ - Album hát lại những ca khúc nhạc phim phương Tây - Ngày phát hành: 2 tháng 12 năm 2012                                                          | _                           | _               |

### Album tổng hợp
| Năm  | Thông tin Album | Bảng xếp hạng albums Oricon | Số bản bán được |
| ---- | --- | --------------------------- | --------------- |
| 2011 | Collection Blue - Ngày phát hành: ngày 9 tháng 11 năm 2011 - Nhãn: YCCW-10162 - Định dạng: CD, tải nhạc, CD cho thuê | 29                          | _               |
| 2016 | Aoi Works ~Best Collection 2011~2016~ - Ngày phát hành: ngày 20 tháng 4 năm 2011 - Nhãn: VICL-64.542                 | 18                          | _               |

### Đĩa đơn
| Năm  | Tiêu đề                                                                        | Chú thích                                                        | Xếp hạng                     | Xếp hạng                | Xếp hạng            | Số bản bán được | Album                           |
| Năm  | Tiêu đề                                                                        | Chú thích                                                        | Bảng xếp hạng đĩa đơn Oricon | Billboard Japan Hot 100 | RIAJ digital tracks | Số bản bán được | Album                           |
| ---- | ------------------------------------------------------------------------------ | ---------------------------------------------------------------- | ---------------------------- | ----------------------- | ------------------- | --------------- | ------------------------------- |
| 2006 | Therru no Uta (テルーの唄 Terū no Uta)                                         | Giấy chứng nhận vàng cho điện thoại di động tải về               | 5                            | —                       | —                   | 228,000         | Gedo Senki no Kashū             |
| 2007 | Kishi o Hanareru Hi (岸を離れる日)                                             | Phát hành kĩ thuật số                                            | —                            | —                       | —                   | —               | Haru no Kashū                   |
| 2007 | Kiseki no Hoshi (奇跡の星)                                                     |                                                                  | 32                           | —                       | —                   | 4,000           | Niji no Kashū                   |
| 2008 | Kazoku no Fūkei (CM Ver.) (家族の風景 (CMバージョン))                          | Phát hành kĩ thuật số                                            | —                            | —                       | —                   | —               | Niji no Kashū                   |
| 2008 | Niji (虹)                                                                      |                                                                  | 110                          | —                       | —                   | 2,900           | Niji no Kashū                   |
| 2008 | Can't Help Falling in Love                                                     | Bản hát lại từ ca khúc của Elvis Presley, phát hành kĩ thuật số  | —                            | —                       | —                   | —               | Collection Blue                 |
| 2008 | Hikari/Tsuki no Nukumori (光/月のぬくもり)                                     | Phát hành kĩ thuật số                                            | —                            | —                       | —                   | —               | Collection Blue                 |
| 2009 | Tsurezure Yōbi (徒然曜日)                                                      | Phát hành lại kĩ thuật số                                        | —                            | —                       | —                   | —               | Haru no Kashū                   |
| 2009 | La Vie en rose                                                                 | Bản hát lại từ ca khúc gốc của Édith Piaf, phát hành kĩ thuật số | —                            | —                       | —                   | —               | La Vie en rose ~ I Love Cinemas |
| 2009 | Kono Michi (この道)                                                            | Phát hành kĩ thuật số                                            | —                            | —                       | —                   | —               | Collection Blue                 |
| 2010 | Ima o Ikite (いまを生きて)                                                     | Phát hành kĩ thuật số                                            | —                            | —                       | —                   | —               | Collection Blue                 |
| 2010 | Because (Yoko Kanno x Aoi Teshima)                                             | Phát hành kĩ thuật số                                            | —                            | —                       | —                   | —               | Collection Blue                 |
| 2010 | Ryūsei (流星)                                                                  | Phát hành kĩ thuật số                                            | —                            | —                       | —                   | —               | Collection Blue                 |
| 2011 | Sayonara no Natsu (Kokuriko-zaka Kara) (さよならの夏～コクリコ坂から～)        |                                                                  | 22                           | 13                      | 11                  | 27,000          | Kokurikozaka kara no Kashū      |
| 2012 | Kori no Daichi (氷の大地)                                                      | Phát hành lại kĩ thuật số                                        | —                            | —                       | —                   | —               | —                               |
| 2012 | Teo Torriatte (Let Us Cling Together) (手をとりあって (Let Us Cling Together)) | Bản hát lại từ ca khúc gốc của Queen, phát hành kĩ thuật số      | —                            | —                       | —                   | —               | —                               |
| 2016 | Asu e no Tegami (Letter for Tomorrow) (明日への手紙 (Letter for Tomorrow))     |                                                                  | 16                           | 1                       | 1                   | —               | Ren'dez-vous                    |

## Các phim tham gia
- Gedo Senki (ゲド戦記?) vai Terru
- Kokuriko-zaka Kara (コクリコざかから?) vai Yuuko
- Shinsai o ikuru kodomotachi: 21 nin no wa vai người kể chuyện[17]